# Козник код Пљеваља
Козник или Јеринин град је тврђава у Црној Гори која се налази код села Козице, југоисточно од Пљеваља на око 1200 м/нм. Релативно добро очувани остаци утврђења смештени су на високом, стрмом, стјеновитом брду изнад Козичке ријеке. Средњовјековна цитадела је добро уочљива, и простире се правцем сјевер — југ око 120 м дужине и око 20 м ширине. Донжон кула је смјештена на јужном највисочијем дијелу тврђаве (кота 1227) у основи је четвороугаона и погодна за одбрану. Средишна кула (кота 1216) је четвороугаона нешто је мања и повезана је одбрамбеним зидом са сјеверном кулом. Сјеверна кула је најпространија (кота 1208), основа овог дијела фортификације је сса 18x18 м, па се претпоставља да је служила као мјесто становања посаде. Како је трећа сјеверна кула најмање сачувана, сматра се да је углавном била дрвене конструкције. Резервоар питке воде — кишнице налази се 10 м сјеверно од средње куле са источне стране одбрамбеног бедема унутар града.
Подграђе које се помиње у Дубровачким и другим документима није дефинисано археолошки, али судећи по положају цитаделе, те пејзажним прегледом терена са остацима, може се закључити да се ради о платоу (сса 150x100 м) југоисточно од главне куле, који представља природан положај рударског и трговачког насеља.
Несумњиво да се средњовековни Козник може приписати Немањићима и том периоду развоја Српске средњовековне државе. Ипак Козник се први пут помиње 1441. године у Дубровачком архиву. Као Castrum Козник (Schoznich), град се помиње и у повељи Фридриха III (1452—1493) херцегу Стефану Вукчићу (1435—1466), из 1448. године.
Иако су писани трагови постојања Козника датирани у петнестом веку, археолошким прегледом локалитета (Срејовић — Кнежевић 1976) идентификована је траса римског пута који је водио из Муниципиума С, поред наведеног града све до Комарана и даље према Пријепољу и служио као зимска рута (због немогућности обављања саобраћаја преко Јабуке). О присутности Романског становништва у селу Козици сведоче бројни надгробни споменици из Римског и касноантичког периода нађени у подножју Козника (гробље) као и неких 1,5 km северозападно у локалитету Котлина. Сматра се да је римски пут био широк 3,6 м поплочан калдрмом са колотрагом на појединим местима. Пут је дат пописом на Појтингеровој табли.
Око 500м североисточно од цитаделе, у средњем веку се експлоатисао рудник гвожђа. Руда је била врло доброг квалитета, а и експлоатација је била лака, што је, свакако, условило да се на том месту подигне утврђење, и много раније него што налазимо у дубровачким документима. Претпоставља се да је рудник кориштен у старом веку, управо од стране Римљана а касније и [Византинаца] Ромеја о чему постоји усмена традиција о локацији тзв. грчких гробаља. Такође се претпоставља да је Козник у средњем веку био насељен доминантно [Сасима], који су ископавали руду али о томе немамо писаних сведочанстава. Југозападно на око 450 м од града, поред трасе римског пута, налазимо на остатке средњовековне цркве или манастира, поред којег се налази извор познат као „Калуђерска вода”. По наредном предању ту се првобитно налазио манастир Светог Николе, али је релативно брзо по турском освајању запаљен и уништен. Преживјели моонаси су се склонили у пећине изнад манастира гдје су живјели неко вријеме да би им касније уз дозволу турских власти омогућено да оснују нови манастир у селу Дубочица, што је касније 1565 Игуман и јеромонах Павле учинио, према ктиторском натпису изнад улазних врата манастира. Др. Ђуро Тошић наводи да „За вријеме владавине Немањића у селу су биле три цркве, од којих је она у Орлићу, близу Козичке ријеке — гдје се данас налази само велика гомила камења — била наводно манастир с имањем и пратећим објектима, за који се сматра да је старији од маиастира Свете Тројице у Пљевљима. Другу цркву, на мјесту званом Камена чесма — која је заједно с орлићким манас — тиром служила сеоском становништву — Турци су срушили одмах по доласку у ове крајеве и на њеном мјесту подигли су џамију, док је трећа богомоља, саграђена на гробљу када и утврђење, коришћена за потребе на том мјесту подигнутог града. Толики број цркава у једном мјесту неоспорно говори о великом броју становника који један од марљивих хроничара локалне историје овог краја објашњава „подизањем града и отварањем рудника гвожђа”
Ипак из дубровачких докумената са почетка 15. вијека, може се уочити да је трговина била релативно добро развијена, те да је становништво Козичког града радо трговало и користило финансијске услуге Дубровчана. Из сачуваних докумената да се претпоставити да је Козник (подграђе) био значајно трговачко сједиште, па чак можда и пазариште, и највјероватније станица на караванском путу од Дубровника према Милешевцу и даље Малом Брду: У Дубровачком архиву 1422. г. јасно се наводи тужба Брајка Богосалића дубровачког трговца, против тројице Дубровчана — трговца и извјесног Микоција из Козника (Mihocius de Schosnich) да су му напали и опљачкали сина Мароја у дућану у Трговишту.
Такође је остало забиљежено да је Хреља Бујак из Kозника (Hrellia Buiach de Shosnich) узео је кредит 8. маја 1439. године у Дубровнику, због трговине сукном у висини 70 обрачунских перпера у сребру, од Мадоја Гојаковића дубровачког златара и обавезао се да ће дуг вратити у року од 6 мјесеци уз интерес. За суму од 40 перпера јемац му је био његов брат Вукша, што упућује на закључак да Хреља још није био довољно познат у Дубровнику у смислу трговине, односно да је у град дошао први пут, међутим чињеница да је један дио кредита добио без јемства, значи да је у Дубровнику његов породични статус био донекле одређен преко брата који је несумњиво већ имао одређене трговачке послове. Даљим прегледом Дубровачких архива може се закључити да је Кознички град имао и своје подграђе јер на то упућују називи - Sotto Cosiza i Spodcosize (исти извор).
Крајем 40-их година 20. вијека, од стране Министарства Руда и Шума, тадашње Југославије израђена је студија исплативости коришћења рудних налазишта у општини Пљевља. У наведеној студији описан је и дат нацрт Козника, са детаљним приказом донжон куле. Куриозитет наведене студије је приказ медаљона Светог Димитрија са грчким натписом, који је пронађен у близини рудника. Медаљон је израђен од жељезно-силикатне шљаке која остаје као нуспроизвод обраде гвоздене руде. Према аутору наведене студије, старост медаљона се процељује на 13. век. Нажалост сам медаљон до данас није сачуван.
Може се слободно реци да је Козник типичан пример за прилагођавање основе утврђења терену и за максимално коришћење природних облика стеновитог брда, како би град био што неприступачнији. Град има јако издужен облик у основи. У свом приказу из 1979 Ј. Кнежевић износи да су у граду (Козник) сасвим добро очувани дрвени елементи конструкције као и централна донжон кула, на самом врху. Данас је нажалост кула углавном срушена.
За презентирање прецизног нацрта града и његове историје, неопходно је извршити археолошко ископавање и што хитнију конзервацију.
Извор питке воде постоји нешто даље, у подножју града, док је у самом фортификацијском објекту идентификовано постојање остатака резервоара за кишницу.

## Галерија
- Козник 1970-их
- Ексер из средњовековног Козника
- Изглед Цитаделе са северне стране

## Напомена
- Напомена: Текст овог чланка је делом, или у потпуности, преузет са ове странице презентације Средњевјековни градови Црне Горе, уз одобрење. Као основа за израду презентације коришћена је књига Павла Мијовића и Мирка Ковачевића „Градови и утврђења у Црној Гори“ (Београд-Улцињ 1975), чији су поједини делови укључени у њу, уз дозволу аутора.